# Quitu
 (octobre 2023).
Si vous disposez d'ouvrages ou d'articles de référence ou si vous connaissez des sites web de qualité traitant du thème abordé ici, merci de compléter l'article en donnant les références utiles à sa vérifiabilité et en les liant à la section « Notes et références ».
 (octobre 2023).
La mise en forme du texte ne suit pas les recommandations de Wikipédia : il faut le « wikifier ».
Les points d'amélioration suivants sont les cas les plus fréquents. Le détail des points à revoir est peut-être précisé sur la page de discussion.
- Les titres sont pré-formatés par le logiciel. Ils ne sont ni en capitales, ni en gras.
- Le texte ne doit pas être écrit en capitales (les noms de famille non plus), ni en gras, ni en italique, ni en « petit »…
- Le gras n'est utilisé que pour surligner le titre de l'article dans l'introduction, une seule fois.
- L'italique est rarement utilisé : mots en langue étrangère, titres d'œuvres, noms de bateaux, etc.
- Les citations ne sont pas en italique mais en corps de texte normal. Elles sont entourées par des guillemets français : « et ».
- Les listes à puces sont à éviter, des paragraphes rédigés étant largement préférés. Les tableaux sont à réserver à la présentation de données structurées (résultats, etc.).
- Les appels de note de bas de page (petits chiffres en exposant, introduits par l'outil «  Source ») sont à placer entre la fin de phrase et le point final[comme ça].
- Les liens internes (vers d'autres articles de Wikipédia) sont à choisir avec parcimonie. Créez des liens vers des articles approfondissant le sujet. Les termes génériques sans rapport avec le sujet sont à éviter, ainsi que les répétitions de liens vers un même terme.
- Les liens externes sont à placer uniquement dans une section « Liens externes », à la fin de l'article. Ces liens sont à choisir avec parcimonie suivant les règles définies. Si un lien sert de source à l'article, son insertion dans le texte est à faire par les notes de bas de page.
- La présentation des références doit suivre les conventions bibliographiques. Il est recommandé d'utiliser les modèles {{Ouvrage}}, {{Chapitre}}, {{Article}}, {{Lien web}} et/ou {{Bibliographie}}. Le mode d'édition visuel peut mettre en forme automatiquement les références.
- Insérer une infobox (cadre d'informations à droite) n'est pas obligatoire pour parachever la mise en page.

Pour une aide détaillée, merci de consulter Aide:Wikification.
Si vous pensez que ces points ont été résolus, vous pouvez retirer ce bandeau et améliorer la mise en forme d'un autre article.
Les Quitus étaient les habitants originaires de la région de Pichincha, en Équateur. Leur présence remonte à l'an 500 de notre ère, jusqu'à ce qu'ils soient assimilés par les Quechuas à travers l'expansion inca et pendant l'invasion espagnole. Leur nom est à l'origine du nom de Quito, capitale de l'Équateur.

## Histoire
Les théories suggèrent que dans la région de Quito, il y avait onze seigneuries indépendantes qui formaient un anneau autour du centre d'échange. Bien qu'il n'y ait pas de preuves définitives, il est possible que ces seigneuries aient été confédérées en quatre groupes, les seigneuries du sud étant les plus complexes et peuplées. Ces établissements importants étaient entourés d'autres de moindre importance. Dans la région de Tumbaco, on trouvait les seigneuries d'El Inga, Puembo et Pingolquí ; dans la région des Chillos : Ananchillo (Amaguaña), Urinchillo (Sangolquí) et Uyumbicho ; vers le nord : Zámbiza (probablement situé là où se trouve aujourd'hui le village de Zámbiza), Cotocollao, Nayón et Collahuazo (près de Guayllabamba) ; et vers Machachi : Panzaleo. La relation entre les seigneuries de la région de Quito n'était pas hiérarchique, mais le résultat d'alliances horizontales dans lesquelles l'échange était fondamental.
Il y avait d'importantes différences culturelles, écologiques, démographiques, politiques et linguistiques entre les seigneuries. Par exemple, celles situées dans la région des Chillos disposaient de vastes terres plates et d'une pluviométrie élevée, ce qui en faisait une zone excellente pour la culture du maïs, qui était le produit principal. De plus, dans le nord, la région de Tumbaco était plus sèche et le terrain était irrégulier et abrupt, ce qui la rendait moins propice à la culture. Cette différence influençait une plus grande densité démographique dans la région sud, correspondant à la vallée des Chillos. Là-bas, les communautés avaient entre 500 et 1200 personnes, tandis qu'à Tumbaco, elles en avaient environ 350. Politiquement, ces différences se traduisaient par une plus grande complexité des seigneuries du sud.
Toutes les preuves suggèrent qu'ils avaient un développement économique, social et politique élevé. Il existe des vestiges d'importantes œuvres d'ingénierie, telles que des terrasses agricoles sur les pentes du Pichincha, et des systèmes de buttes sur les lits asséchés des lagunes de Turubamba et Iñaquito. Leur présence révèle une intensification de l'agriculture pour soutenir la croissance démographique, ainsi qu'une organisation politique hiérarchique dépendant d'un chef.
Là où se trouve aujourd'hui la ville de Quito, il y avait un centre d'articulation où se rencontraient les mindalaes, qui venaient quotidiennement des terres des Yumbos du nord (Nanegal), des Yumbos du sud (Alluriquín), des Panzaleos (de Tumbaco), des Quijos et des Otavalos. Le seigneur Urin Chillo (poste politique) possédait le principal groupe de mindalaes. Comme mentionné précédemment, l'importance de Quito ne résidait pas dans son statut de seigneurie, de village ou d'entité politique, mais dans sa situation géographique privilégiée, au cœur d'un vaste réseau routier et en tant que centre de relations.
Les Quitus pourraient être ethniquement liés à la culture de Cotocollao, qui s'est développée entre 1500 av. J.-C. et 300 av. J.-C. On sait que la langue parlée par les Quitus avant l'invasion inca était la langue panzaleo (reconnaissable dans de nombreux toponymes en -(h)aló Pilaló, Mulahaló ; -leo Tisaleo, Pelileo et -ragua / -lagua Cutuglagua, Tunguragua).
Les Quitus, tout comme leurs voisins les Cañaris, ont tenté de stopper l'invasion inca du sud, mais sans succès. À la fin du XVe siècle, ils ont été vaincus par l'Empire inca. Tupac Yupanqui, en utilisant le mariage par exogamie, a achevé le processus d'annexion politique des Quitus, et le territoire a été appelé Quitu ou Quito en raison des habitants de la région, conservant ce nom pendant la conquête inca et espagnole.

## Urbanisme
Un site important de la culture quitu est Rumipamba. Là, des villages ont été découverts, dont les maisons étaient en terre et entourées de murs en pierre. Un autre vestige archéologique essentiel est la nécropole de la Florida. Ce complexe comprend une série de sépultures datant du Formatif Tardif.

## Royaume de Quito
Selon le père jésuite Juan de Velasco, dans son œuvre "Royaume de Quito" à la fin du XVIIIe siècle, vers l'an 980 de notre ère, les Caras, dirigés par Shyri Carán, ont réussi à conquérir les Quitus car ceux-ci étaient un peuple arriéré et mal gouverné. Le territoire aurait connu un mélange des Shyris ou Caras avec les Quitus, créant ainsi la culture quitu-cara.
Le père Juan de Velasco a compilé l'histoire du Royaume de Quito, en se basant sur les récits de certains indigènes au XVIIIe siècle, soit 230 ans après la conquête. Pour cela, il a appris le quechua et a recueilli les récits de tradition orale du chef puruhá Jacinto Collahuaso. De plus, il a rassemblé des informations des prétendus livres du père Marcos de Niza. Son œuvre a été rédigée au XVIIIe siècle, mais n'a pas été publiée avant le milieu du XIXe siècle.
L'histoire du Royaume de Quito a été remise en question il y a environ un siècle par le prêtre et historien Federico González Suárez, une position soutenue par le politicien, archéologue et historien Jacinto Jijón y Caamaño, qui a clairement indiqué (en se basant sur des études archéologiques) qu'il était possible que le royaume de Quito ou la tribu cara n'aient jamais existé.